# Huntington, Indiana
Huntington är en stad (city) i Huntington County, i delstaten Indiana, USA. Enligt United States Census Bureau har staden en folkmängd på 17 431 invånare (2011) och en landarea på 22,6 km². Huntington är huvudort i Huntington County.